# Powiat Shiraoi
Powiat Shiraoi (jap. 白老郡 Shiraoi-gun) – powiat w Japonii, w prefekturze Hokkaido, w podprefekturze Iburi. W 2024 roku liczył 15 327 mieszkańców.

## Miejscowości
- Shiraoi